# Hyllningsband

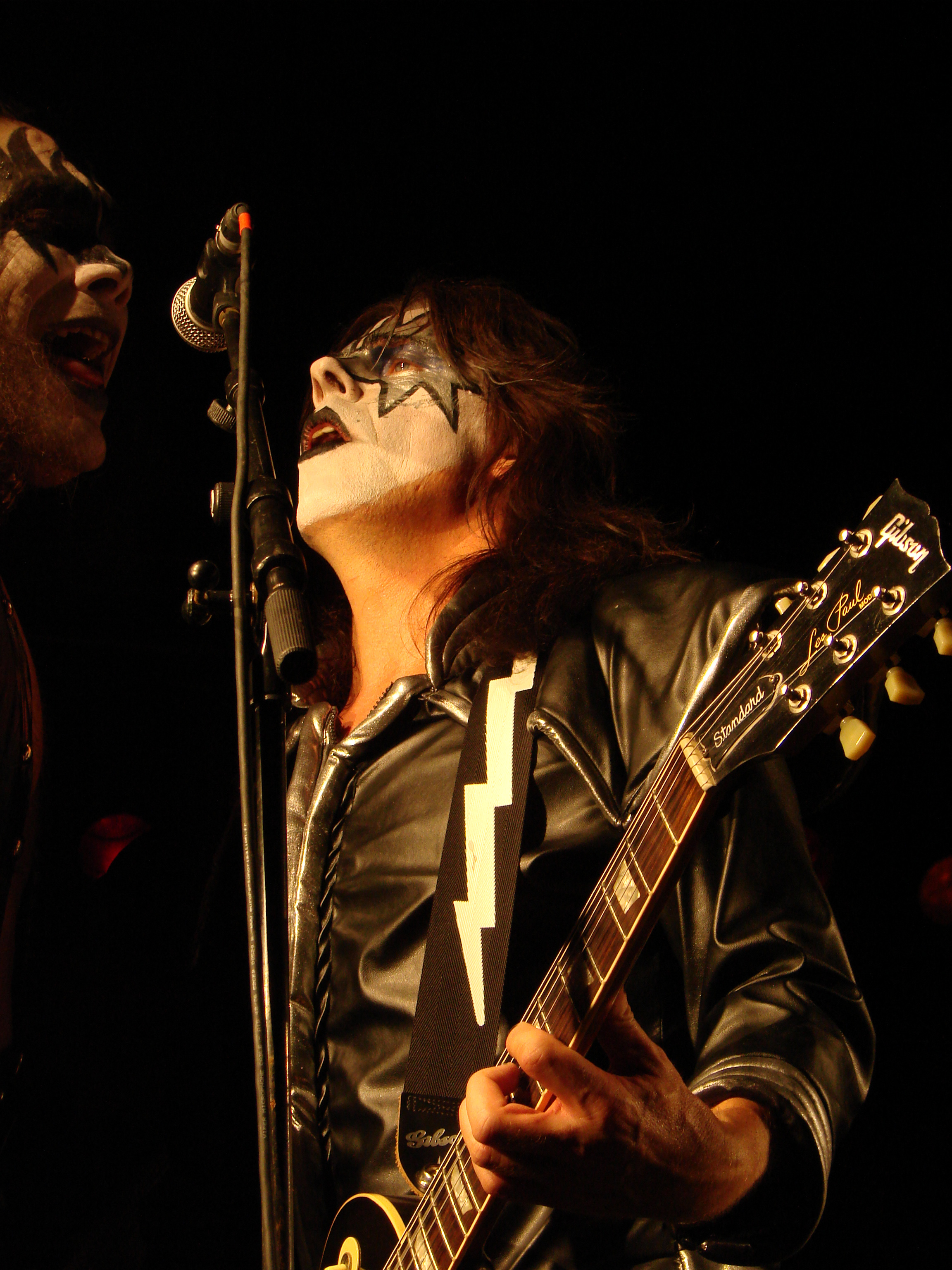
Dynasty, ett franskt hyllningsband till Kiss

Hyllningsband eller tributband (eng: tribute band) kallas en musikgrupp som specialiserat sig på att tolka eller imitera ett originalband. Ofta drivs hyllningsbanden av en genuin kärlek till originalartistens musik och scenuttryck. Hyllningsbanden består i de allra flesta fall av amatörmusiker som lägger ner stor tid på att, med varierande framgång, förmedla olika kvaliteter i originalartistens material. Ett exempel är P-Floyd som 2006 framträdde på Dalhalla med sin tribut till Pink Floyd. Ett annat exempel är A-Teens, som under sin tidigare karriär tolkade Abba.
Sedan 2005 arrangeras Sweden Rock Tribute (tidigare Battle of The Tribute Bands), svenskt mästerskap för hyllningsband. Vinnare 2005 var Ozzy the Coverband och 2006 Queer.

## Lista över kända hyllningsband
- Ebba Gold spelar låtar av Ebba Grön, Imperiet & Thåström
- Apocalyptica, som spelade Metallicas låtar på cello
- A-teens, som spelade Abba:s låtar
- Hetfieldz[3], svenskt tribute band som spelar låtar av Metallica.
- The Joshua Tree spelar U2's låtar.
- The Musical Box replikerar Genesis 1970-talskonserter.
- P-Floyd, som spelade Pink Floyds låtar
- Björn Again, som spelade Abba:s låtar
- Powerplay spelar Nintendo-musik så likt originalet som möjligt.
- The Smiths Indeed spelar musik av The Smiths.
- Waterloo, som spelar Abba:s låtar
- Posörerna, 6 kompisar från Göteborg som spelar Ulf Lundell